# Château du Bon Espoir
Le château du Bon Espoir est un château du XVIIIe siècle, situé à Aisey-sur-Seine, dans le département français de la Côte-d'Or.

## Localisation
Le château est situé à l'ouest d’Aisey-sur-Seine, entre le village et la forêt de Chamesson.

## Historique
Le château, érigé au XVIIIe siècle, est remanié au siècle suivant dans le style du château de la Malmaison. Résidence des juges châtelains d’Aisey, on l’appelait aussi la métairie des juges. Son nom de Bon Espoir est hérité d’une chapelle dédiée à Notre Dame de la Bonne Espérance, détruite au milieu du XIXe siècle par l’abbé Rougeot qui a transformé la métairie en petit château. Ces travaux sont poursuivis ensuite par Henri Armand Rolle (1829-1903), député de la Côte-d'Or.

## Architecture
- Si vous ne connaissez pas le sujet, laissez ce bandeau (vous pouvez alors contacter les auteurs).
- Si vous supprimez le contenu mis en cause (vous pouvez préalablement contacter les auteurs),

argumentez précisément cette suppression dans la page de discussion
(un manque de référence n'est pas un argument ; une recherche réelle de référence doit avoir été effectuée, être formellement documentée).
Le château, jouxté d'imposants communs, est couvert d'ardoises. A l'arrière, le parc conserve quelques parterres à la française. L'accès à la route est assuré par une large allée arborée précédée en bordure par un bassin cylindrique en pierre maçonnées à destination d'abreuvoir et de pédiluve, ombragé par deux rangées d'arbres imposants. Au nord-est du château et ses communs, se cache le menhir de Pierre Percée ou Pierre Fiche.

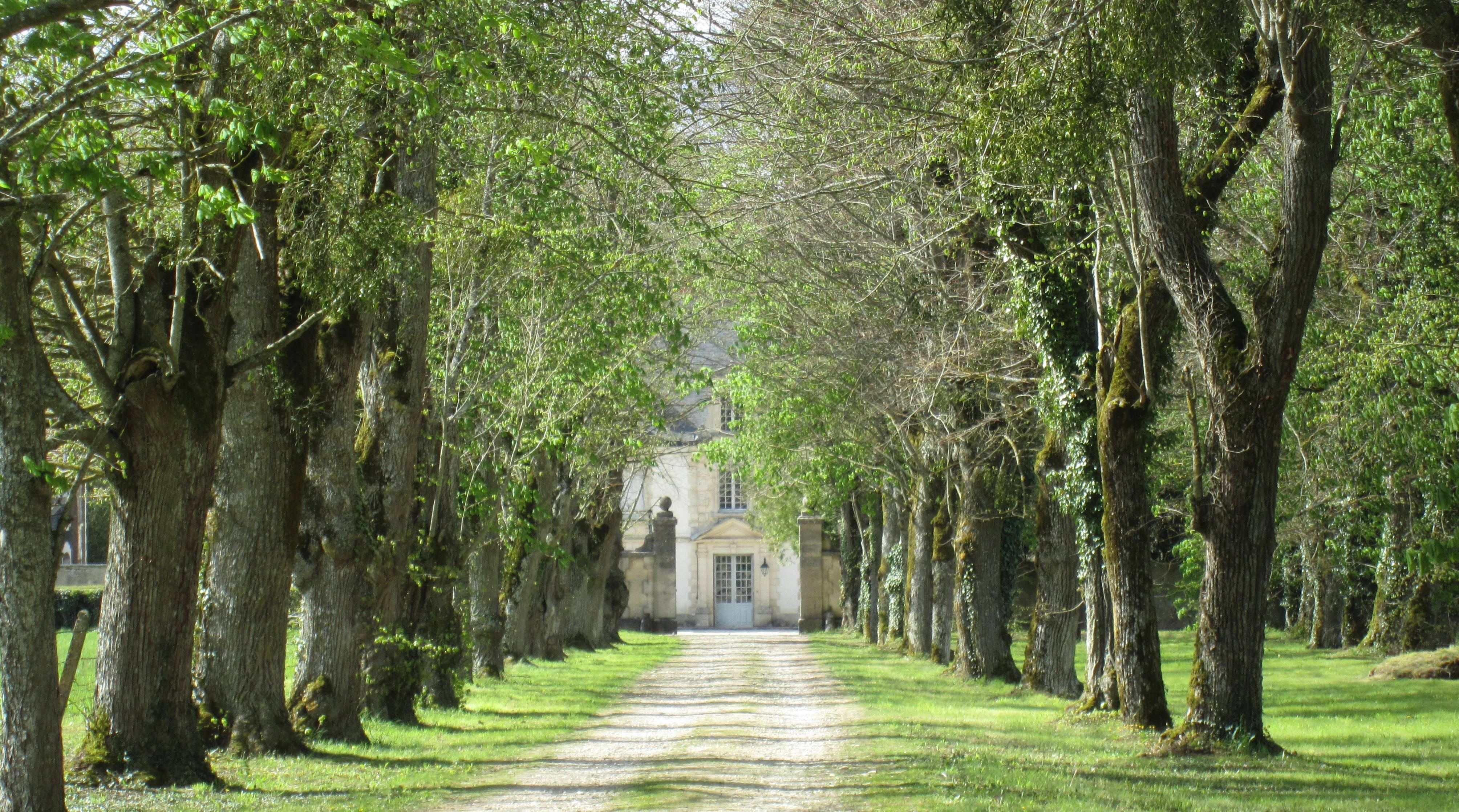
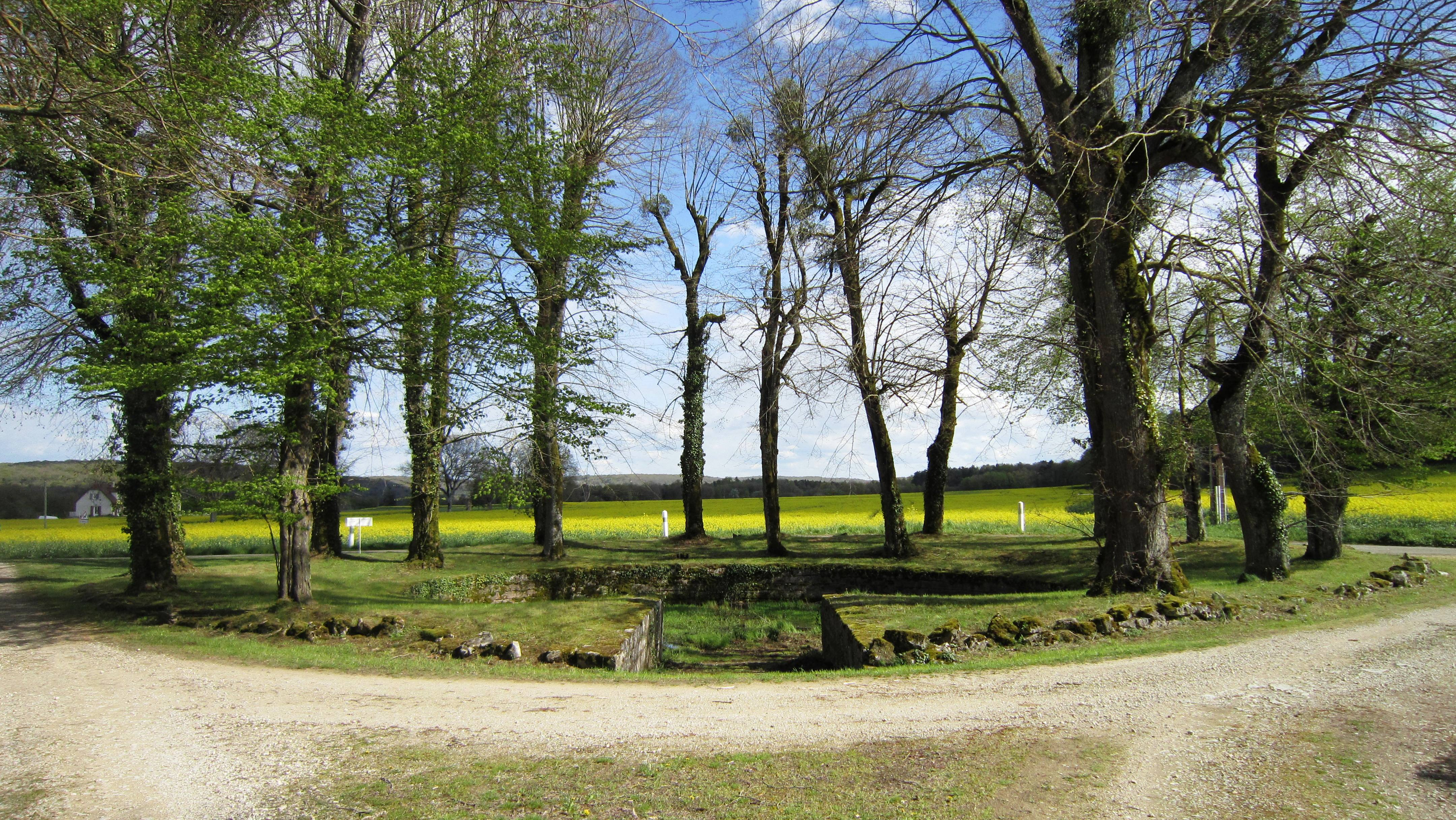